# Мацей Лубенський
Мацей Лубенський гербу Пом'ян (пол. Maciej Łubieński; 2 лютого 1572 — 28 серпня 1652, Лович) — польський єпископ Римо-Католицької Церкви. Примас Королівства Польського і Великого князівства Литовського. Представник шляхетського роду Лубенських, брат луцького єпископа Станіслава Лубенського. Був похований у Гнезненській архикатедрі РКЦ в родинній каплиці Лубенських 30 вересня 1652 року.